# Drumcliff
Drumcliff ou Drumcliffe (Droim Chliabh en irlandais) est un village du comté de Sligo en Irlande, à 8 km au nord de la ville de Sligo sur la N15 au pied de Benbulben.
Le village est surtout connu pour sa tour ronde datant du Xe ou XIe siècle et comme le dernier lieu de repos du poète William Butler Yeats (1865-1939), qui est enterré dans le cimetière de l'éclise St. Columba's. Bien que Yeats ait été après son décès enterré à Roquebrune-Cap-Martin, en France, en janvier 1939, ses restes furent ré-enterrés à Drumcliffe en 1948.
Saint Colmcille ou Saint Colomba a fondé un monastère à Drumcliffe, dans environ 575.
Le village est aussi célèbre pour ses High Cross datant du IXe siècle, qui se tiennent dans l'enceinte de l'ancienne abbaye. De l'autre côté de la route se trouvent les ruines d'une tour ronde, qui a été frappée par la foudre en 1396.

## Galerie photos

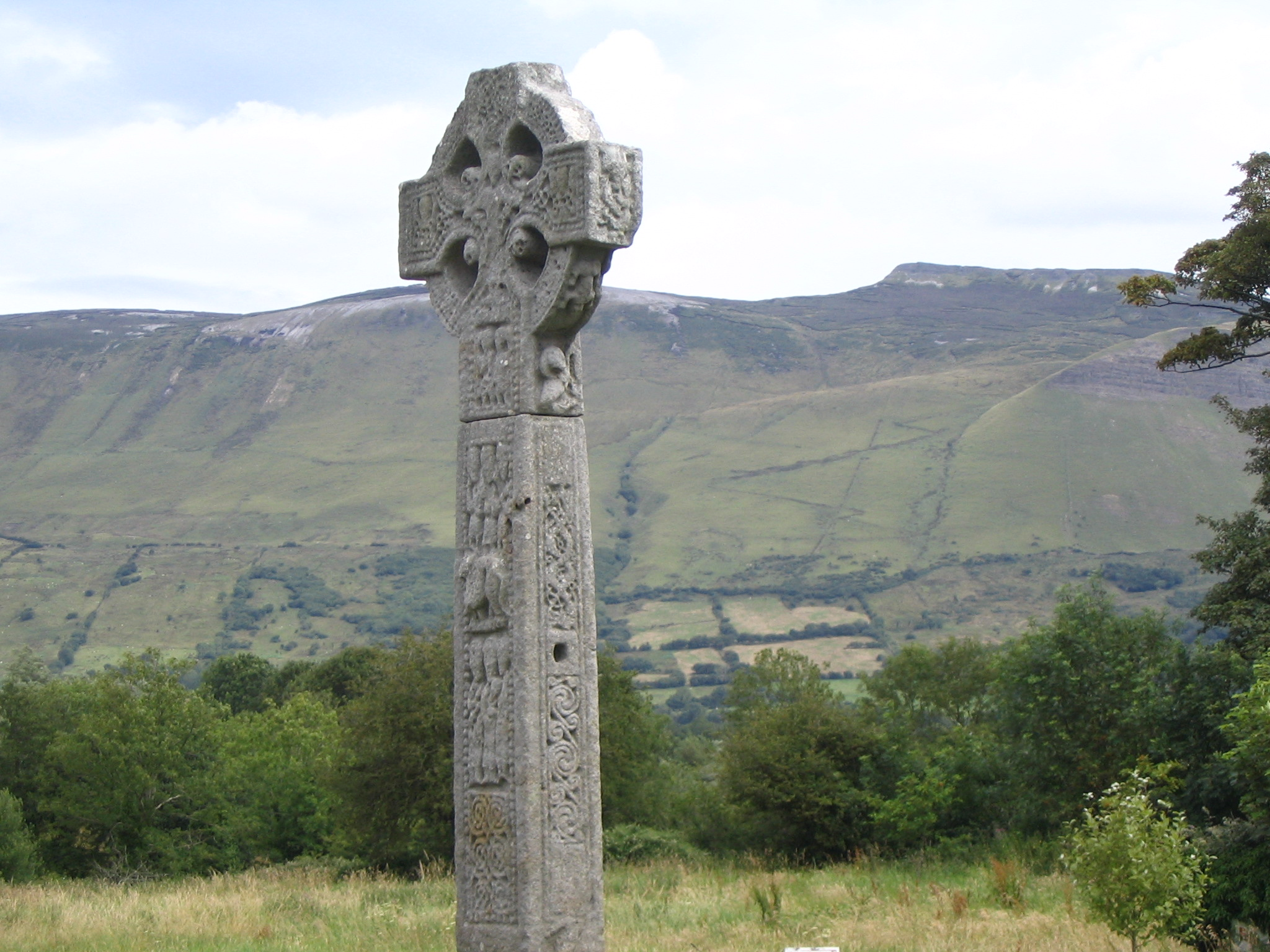
High cross devant le Benbulben.
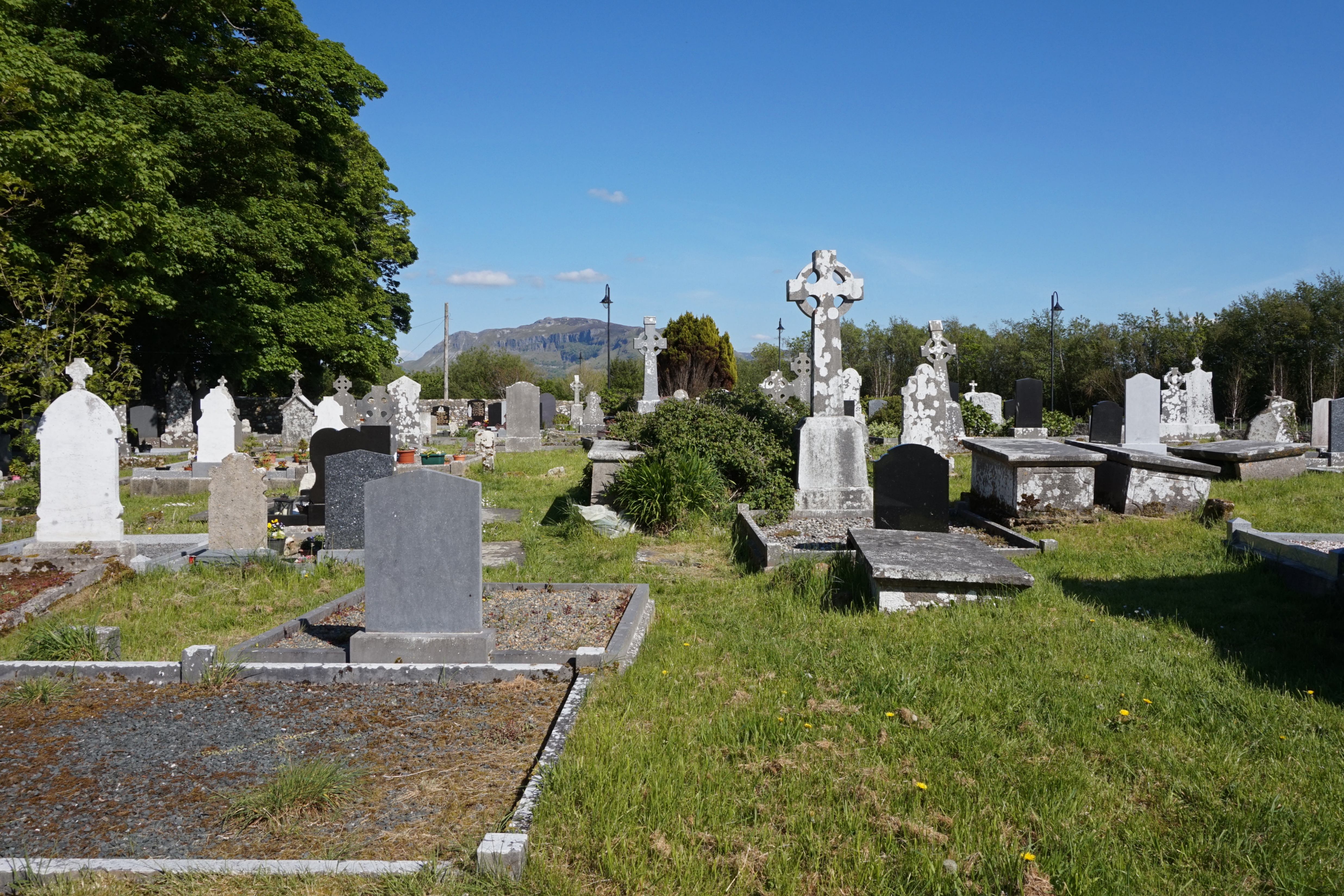
Cimetière de Drumcliff
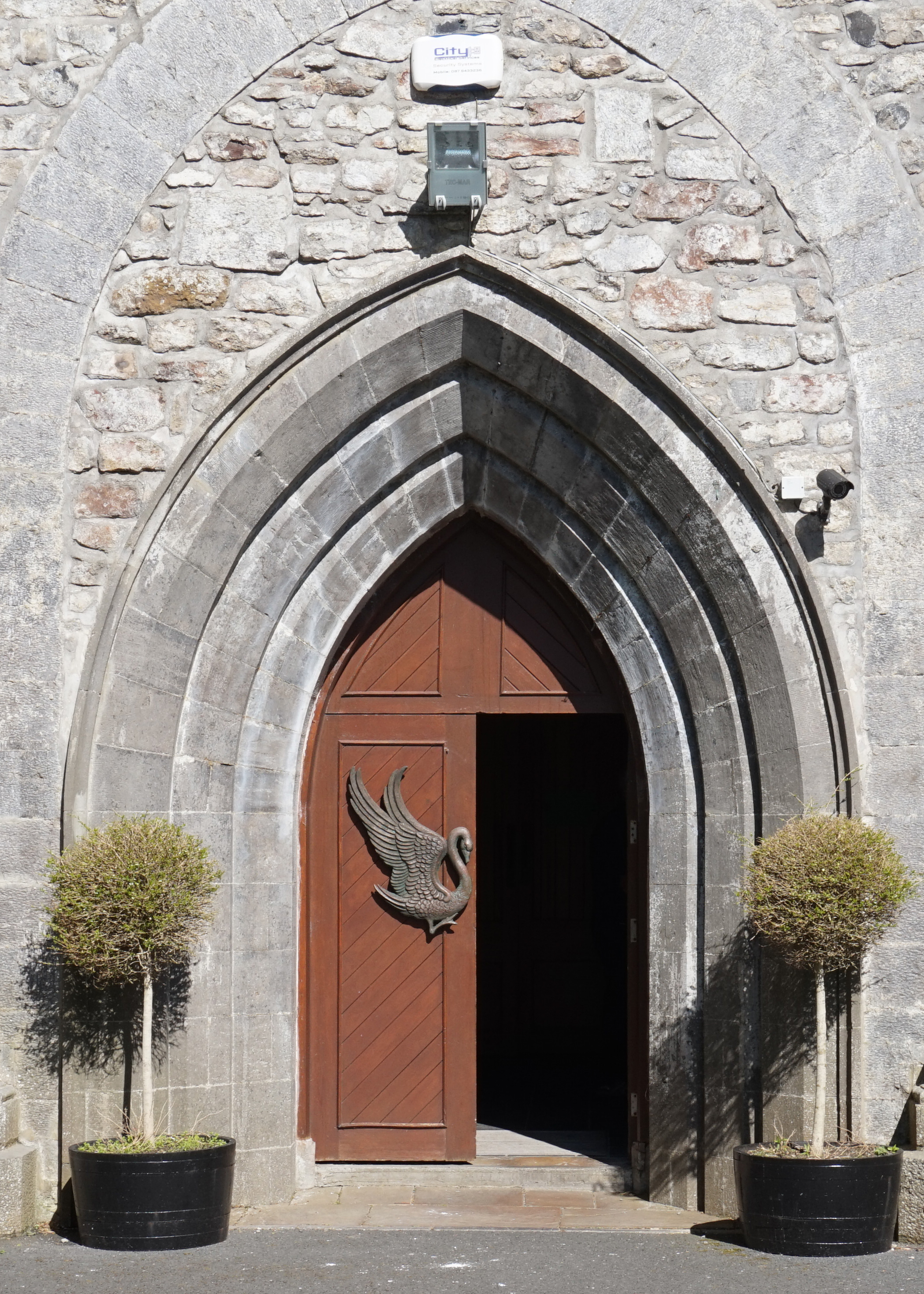
Portail de l'église Saint-Colomba